# Bre Pettis
Bre Pettis là một doanh nhân người Mỹ, blogger video và nghệ sĩ sáng tạo. Pettis được biết đến nhiều nhất với tư cách là người đồng sáng lập và cựu CEO của MakerBot Industries, một công ty máy in 3D hiện thuộc sở hữu của Stratasys.

## Thời trẻ và học vấn
Pettis, sinh k. 1972/1973 được nuôi dưỡng ở Ithaca, New York. Năm 13 tuổi, anh chuyển đến khu vực Seattle, sau đó anh tốt nghiệp trường trung học Bellevue. Pettis tốt nghiệp trường cao đẳng bang Evergreen năm 1995, nơi ông học tâm lý học, thần thoại và nghệ thuật biểu diễn.
Sau khi tốt nghiệp đại học, Pettis làm trợ lý hậu trường và trợ lý máy ảnh trên phim truyện ở Prague và là trợ lý tại cửa hàng Creature Jim Henson ở London. Sau đó, anh theo học trường Cao đẳng Pacific Oaks và tốt nghiệp với chứng chỉ giảng dạy. Ông làm giáo viên dạy ngôn ngữ cho Trường Công Lập Seattle từ năm 1999 đến năm 2006.

## Sự nghiệp
Ông cũng được biết đến với podcast video DIY của MAKE, và cho chương trình History Hacker trên Kênh Lịch sử. Ông là một trong những người sáng lập của NYC Resistor - không gian hacker NYC ở Brooklyn.
Pettis là người đồng sáng lập và cựu CEO của MakerBot Industries, một công ty sản xuất máy in 3D hiện thuộc sở hữu của Stratasys. Bên cạnh việc trở thành một người dẫn chương trình truyền hình và nhà sản xuất Video Podcast, anh ấy đã tạo ra phương tiện truyền thông mới cho Etsy.com, đã lưu trữ podcast Dự án Cuối tuần của tạp chí Make: Magazine, và là một giáo viên, nghệ sĩ và người làm rối. Ông là nghệ sĩ cư trú của nhóm nghệ thuật monochrom tại Museumsquartier Vienna vào năm 2007.
Pettis nổi bật trong bộ phim tài liệu Print the Legend.
Ông rời Makerbot năm 2014.